# Гуайре, Антонио
Антонио Гуайре Бетанкор Пердомо (исп. Antonio Guayre Betancor Perdomo  род. 23 апреля 1980 или 3 октября 1980, Лас-Пальмас) — испанский футболист, игрок сборной Испании.

## Карьера
Гуайре родился в Лас-Пальмасе. После окончания академии родного клуба «Лас-Пальмас» он дебютировал в Ла Лиге 14 октября 2000 года в домашней победе над Малагой со счетом 2:1, и внес большой вклад в спасение клуба от вылета, пропустив всего семь игр в лиге.
После этого единственного сезона Гуайре продолжал выступать за «Вильярреал» (где он стал важной атакующей фигурой во внутренней и европейской консолидации команды, хотя никогда не был основным игроком) и  футбольный клуб «Сельта». В составе первой команды он забил по одному голу в каждой из победных кампаний Кубка УЕФА Интертото.
Гуайре провел свой единственный матч за сборную Испании 9 февраля 2005 года, сыграв 15 минут в матче отборочного турнира Чемпионата мира по футболу 2006 года, со счетом 5:0 против Сан-Марино, в Альмерии.